# تدريب طيران

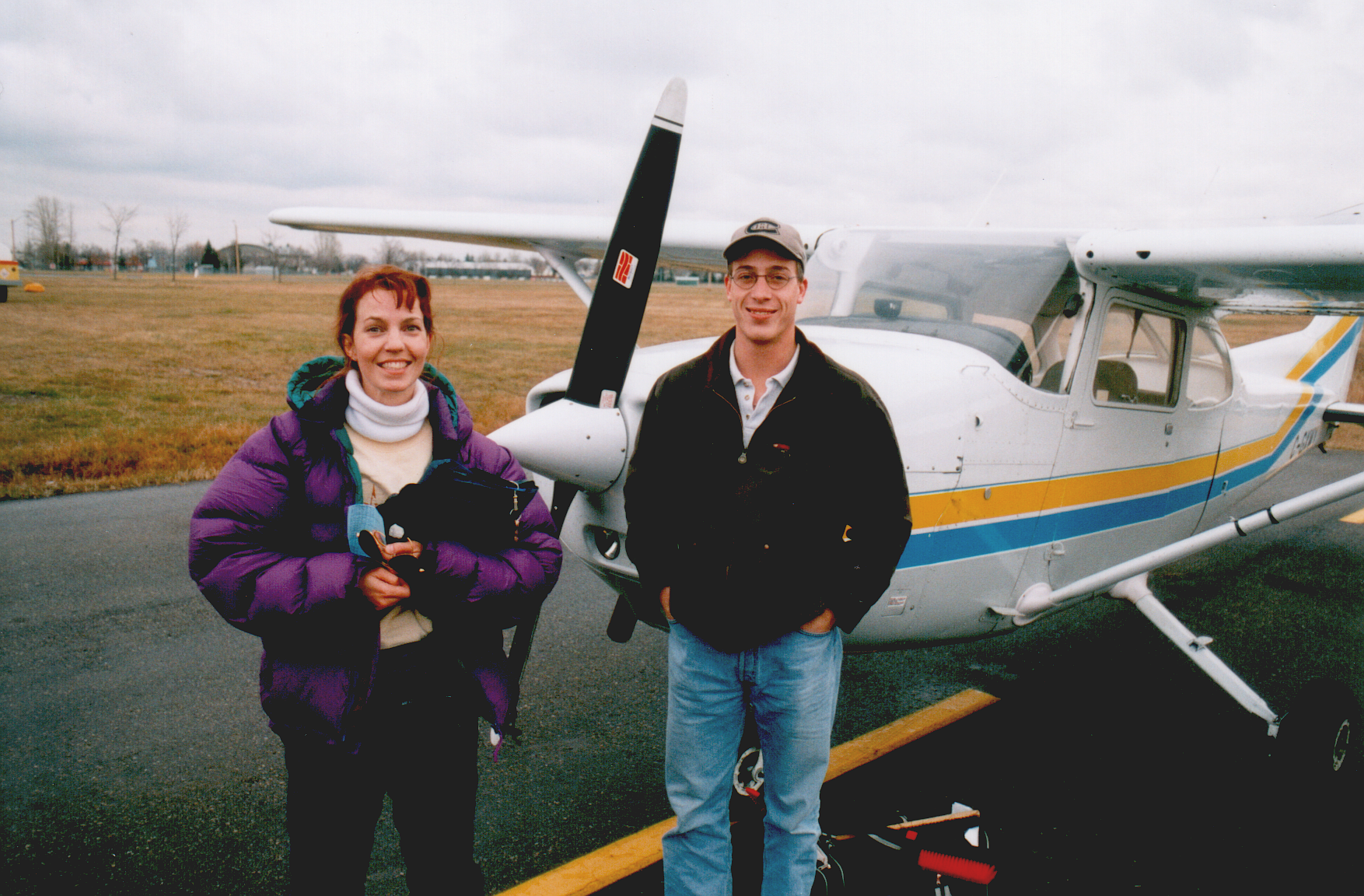
معلمة طيران كندية (إلى اليسار) وطالبتها، بجانب طائرة سيسنا 172 التي أنهوا بها درسًا للتو.

التدريب على الطيران هو برنامج دراسي لتعليم الطيارين على قيادة الطائرات. الغرض العام من التدريب على الطيران الابتدائي والمتوسط هو اكتساب وشحذ مهارات الطيران الأساسية.
يمكن إجراء التدريب على الطيران بموجب منهج منظم مع مدرب طيران في مدرسة طيران أو كدروس خاصة بدون منهج مع مدرب طيران طالما جرى استيفاء جميع متطلبات الخبرة للشهادة أو الترخيص التجريبي المطلوب.
يتكون التدريب على الطيران عادة من مزيج من جزأين:
- دروس طيران تعطى في الطائرة أو في جهاز محاكاة معتمد لتدريب الطيران
- محاضرات أو دروس في الفصل الدراسي من قِبل مدرب طيران حيث يجري تعلُم نظرية الطيران في التحضير لامتحانات شهادة أو ترخيص طيار الطيران سواء كانت تلك الامتحانات مكتوبة أ وشفوية.[2][3]

على الرغم من وجود أنواع مختلفة من الطائرات، إلا أن العديد من مبادئ قيادتها لها تقنيات مشتركة، خاصة تلك الطائرات ذات الأنواع الأثقل من الهواء (المقصود الطائرات غير الشراعية).
عادةً ما تقوم مدارس الطيران بتأجير الطائرات للطلاب والطيارين المرخصين. وعادةً ما يجري تحديد السعر بالساعة بواسطة عداد Hobbs الخاص بالطائرة أو مؤقت Tach وبالتالي يجري محاسبة العميل فقط أثناء تشغيل محرك الطائرة. يمكن أيضًا جدولة مدربي الطيران مع أو بدون طائرة لإتقان الطيار والتدريب المتكرر.

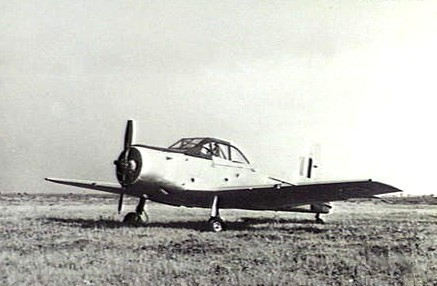
أقدم طائرة تدريب على الطيران.

أقدم مدرسة للتدريب على الطيران لا تزال قائمة هي المدرسة التابعة لـ سلاح الجو الملكي (RAF) التي تشكلت في مايو 1912 في Upavon ، المملكة المتحدة. تقع أقدم مدرسة طيران مدنية في العالم لا تزال تعمل في Wasserkuppe في ألمانيا. تأسست باسم "Mertens Fliegerschule" وتسمى حاليًا "Fliegerschule Wasserkuppe".

## تحويل النوع

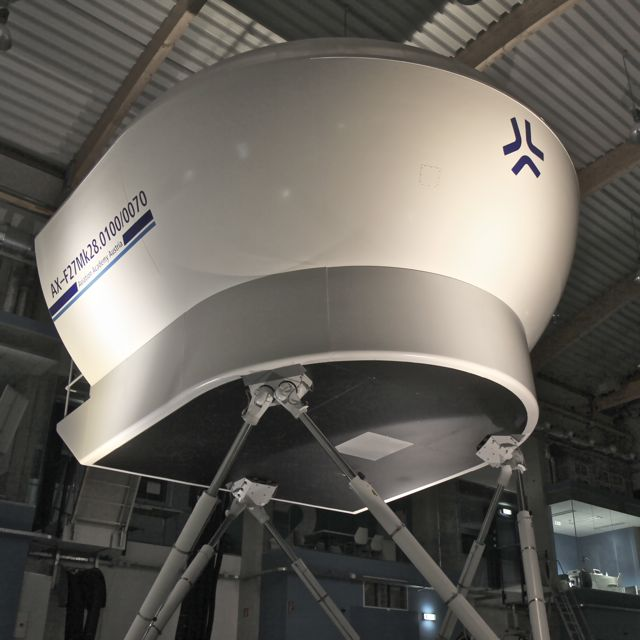
محاكاي المستوى D المستخدم في تحويل النوع

تحويل النوع، المعروف في جميع أنحاء أستراليا وأوروبا كشهادة، أو في الولايات المتحدة باسم "تصنيف النوع"، هو العملية التي يقوم بها الطيار لتحديث رخصته للسماح له بقيادة نوع مختلف من الطائرات.

## روابط خارجية
- تعلم الطيران: دليل عملي للمبتدئين (1916) بقلم كلود جراهام وايت وهاري هاربر
- دليل طيار الطالب من FAA
- تدريب الطيران المعجل نسخة محفوظة 29 فبراير 2020 على موقع واي باك مشين. من Flying Mag.
- بوصلة تدريب الطيارين: العودة إلى المستقبل من جمعية قمرة القيادة الأوروبية .